# Campionati del mondo di atletica leggera 2005 - 200 metri piani maschili
La gara dei 200 metri piani maschili dei Campionati del mondo di atletica leggera di Helsinki 2005 si è disputata nelle giornate del 9 agosto (batterie), 10 agosto (quarti di finale e semifinali) e 11 agosto (finale).

## Podio
| Posizione | Atleta           | Paese       |
| --------- | ---------------- | ----------- |
| Oro       | Justin Gatlin    | Stati Uniti |
| Argento   | Wallace Spearmon | Stati Uniti |
| Bronzo    | John Capel       | Stati Uniti |

## Batterie

### Batteria 1
1. Stéphane Buckland,  Mauritius 20"94 Q
2. Andrew Howe,  Italia 21"08 Q
3. Aaron Armstrong,  Trinidad e Tobago 21"10 Q
4. Panagiotis Sarris,  Grecia 21"43
5. André da Silva,  Brasile 21"44
6. Heber Viera,  Uruguay 21"71
7. Nabie Foday Fofana,  Guinea 22"16
8. Afzal Baig,  Pakistan 22"54

### Batteria 2
1. Ronald Pognon,  Francia 20"37 Q
2. Brian Dzingai,  Zimbabwe 20"76 Q
3. Yordan Ilinov,  Bulgaria 20"85 Q
4. Hamed Hamadan Al-Bishi,  Arabia Saudita 21"03
5. Julieon Raeburn,  Trinidad e Tobago 21"12
6. Evans Marie,  Seychelles 21"65
7. Noor Adi Bin Rostam,  Brunei 24"05
  - Obadele Thompson,  Barbados dns

### Batteria 3
1. Christian Malcolm,  Regno Unito 20"36 Q
2. John Capel,  Stati Uniti 20"40 Q
3. Sebastian Ernst,  Germania 20"45 Q
4. Patrick Johnson,  Australia 20"56 q
5. Tommi Hartonen,  Finlandia 20"59 q
6. Daniel Abenzoar-Foulé,  Lussemburgo 21"10
7. Nicholas Mangham,  Palau 24"39 
  - Omar Brown,  Giamaica dnf

### Batteria 4
1. Tobias Unger,  Germania 20"45 Q
2. Christopher Williams,  Giamaica 20"64 Q
3. Marlon Devonish,  Regno Unito 20"75 Q
4. Olusoji Fasuba,  Nigeria 20"88 q
5. Matic Osovnikar,  Slovenia 20"94
6. Basílio de Moraes,  Brasile 20"99
7. Abubaker El Tawerghi,  Libia 21"72
8. Darian Forbes,  Turks e Caicos dns

### Batteria 5
1. Usain Bolt,  Giamaica 20"80 Q
2. Shingo Suetsugu,  Giappone 20"85 Q
3. Kristof Beyens,  Belgio 20"88 Q
4. Koura Kaba Fantoni,  Italia 21"10
5. Kevon Pierre,  Trinidad e Tobago 21"24
6. Oumar Loum,  Senegal 21"37
7. Béranger Bossé,  Rep. Centrafricana 22"02

### Batteria 6
1. Tyson Gay,  Stati Uniti 19"99 Q
2. Marcin Jędrusiński,  Polonia 20"14 Q
3. Jaysuma Saidy Ndure,  Gambia 20"14 Q
4. Uchenna Emedolu,  Nigeria 20"22 q
5. Johan Wissman,  Svezia 20"26 q
6. Leigh Julius,  Sudafrica 20"37 q
7. Paul Hession,  Irlanda 20"40 q

### Batteria 7
1. Daniel Batman,  Australia 20"68 Q
2. Guus Hoogmoed,  Paesi Bassi 20"80 Q
3. Justin Gatlin,  Stati Uniti 20"90 Q
4. Shinji Takahira,  Giappone 21"03
5. Dmytro Hlushchenko,  Ucraina 21"15
6. Mphelave Dlamin,  eSwatini 21"79
7. Dion Crabbe,  Isole Vergini Britanniche 21"82
  - Francis Obikwelu,  Portogallo dns

### Batteria 8
1. Wallace Spearmon,  Stati Uniti 20"51 Q
2. Juan Pedro Toledo,  Messico 20"78 Q
3. Joseph Batangdon,  Camerun 20"84 Q
4. Dominic Demeritte,  Bahamas 20"90 q
5. Yaozu Yang,  Cina 21"03
6. Bruno Pacheco,  Brasile 21"05
  - David Alerte,  Francia dnf

## Quarti di finale

### Quarto 1
1. Tobias Unger,  Germania 20"91 Q
2. Wallace Spearmon,  Stati Uniti 20"91 Q
3. Patrick Johnson,  Australia 20"94 Q
4. Joseph Batangdon,  Camerun 21"38
5. Paul Hession,  Irlanda 21"69
6. Yordan Ilinov,  Bulgaria 21"94
7. Brian Dzingai,  Zimbabwe 22"32
  - Juan Pedro Toledo,  Messico dq

### Quarto 2
1. Tyson Gay,  Stati Uniti 20"64 Q
2. Stéphane Buckland,  Mauritius 20"66 Q
3. Jaysuma Saidy Ndure,  Gambia 20"95 Q
4. Marcin Jędrusiński,  Polonia 21"07 q
5. Johan Wissman,  Svezia 21"16
6. Andrew Howe,  Italia 21"19
7. Dominic Demeritte,  Bahamas 21"25
  - Uchenna Emedolu,  Nigeria dnf

### Quarto 3
1. John Capel,  Stati Uniti 20"78 Q
2. Usain Bolt,  Giamaica 20"87 Q
3. Aaron Armstrong,  Trinidad e Tobago 20"94 Q
4. Christian Malcolm,  Regno Unito 21"02 q
5. Shingo Suetsugu,  Giappone 21"11 q
6. Leigh Julius,  Sudafrica 21"45
7. Sebastian Ernst,  Germania 21"54
8. Olusoji Fasuba,  Nigeria 21"92

### Quarto 4
1. Christopher Williams,  Giamaica 20"93 Q
2. Justin Gatlin,  Stati Uniti 20"94 Q
3. Marlon Devonish,  Regno Unito 20"95 Q
4. Daniel Batman,  Australia 20"95 q
5. Ronald Pognon,  Francia 21"26
6. Guus Hoogmoed,  Paesi Bassi 21"26
7. Kristof Beyens,  Belgio 21"43
8. Tommi Hartonen,  Finlandia 21"54

## Semifinali

### Semifinale 1
1. John Capel,  Stati Uniti 20"45 Q
2. Wallace Spearmon,  Stati Uniti 20"49 Q
3. Tobias Unger,  Germania 20"63 Q
4. Usain Bolt,  Giamaica 20"68 Q
5. Jaysuma Saidy Ndure,  Gambia 20"75
6. Daniel Batman,  Australia 20"98
7. Christian Malcolm,  Regno Unito 21"09
  - Aaron Armstrong,  Trinidad e Tobago dns

### Semifinale 2
1. Tyson Gay,  Stati Uniti 20"27 Q
2. Justin Gatlin,  Stati Uniti 20"47 Q
3. Stéphane Buckland,  Mauritius 20"54 Q
4. Patrick Johnson,  Australia 20"65 Q
5. Christopher Williams,  Giamaica 20"72
6. Shingo Suetsugu,  Giappone 20"84
7. Marlon Devonish,  Regno Unito 20"93
8. Marcin Jędrusiński,  Polonia 20"99

## Finale
1. Justin Gatlin,  Stati Uniti 20"04
2. Wallace Spearmon,  Stati Uniti 20"20
3. John Capel,  Stati Uniti 20"31
4. Tyson Gay,  Stati Uniti 20"34
5. Stéphane Buckland,  Mauritius 20"41
6. Patrick Johnson,  Australia 20"58
7. Tobias Unger,  Germania 20"81
8. Usain Bolt,  Giamaica 26"27